# Eumorpha obliquus
Eumorpha obliquus é uma espécie de mariposa neotropical da família Sphingidae, descrita pela primeira vez por Lionel Walter Rothschild e Karl Jordan em 1903. Seu nome "obliquus" faz referência à proeminente linha oblíqua escura que atravessa suas asas anteriores, uma de suas características mais marcantes. É uma mariposa de grande porte e voo potente, encontrada em habitats florestais.

## Descrição morfológica
A envergadura alar de Eumorpha obliquus varia entre 110 e 130 milímetros, tornando-a uma das maiores espécies do gênero. As asas anteriores são de um tom pardo-claro ou acinzentado, com uma distinta linha oblíqua escura que se estende do ápice da asa até a margem interna. Asas posteriores são predominantemente escuras com uma mancha rosa-pálido na base. O corpo é robusto e aerodinâmico, com a coloração acompanhando a das asas.
A lagarta em seu último instar é grande e de coloração predominantemente verde ou marrom, com uma série de listras diagonais claras nos flancos. O corno caudal, presente nos estágios iniciais, é substituído por um ocelo (mancha em forma de olho) no dorso do último segmento abdominal.
A pupa é de cor marrom-escura, lisa e brilhante, e se desenvolve em uma câmara subterrânea.

## Distribuição e habitat
Eumorpha obliquus ocorre desde o sul do México até o norte da América do Sul, incluindo países como Belize, Guatemala, Nicarágua, Costa Rica, Panamá, Colômbia, Guiana, Suriname, Guiana Francesa, Venezuela, Equador, Peru, Bolívia e Brasil. No Brasil, sua presença é confirmada na Região Amazônica e em áreas de Mata Atlântica. Existem registros da espécie para o estado do Maranhão, em áreas de transição entre o Cerrado e a floresta amazônica.
O habitat preferencial da espécie são as florestas tropicais úmidas de planície, matas de galeria e florestas secundárias.

## Biologia e ecologia

### Alimentação
Os adultos são noturnos e se alimentam do néctar de flores de corola longa, sendo importantes polinizadores de diversas espécies de plantas. São frequentemente atraídos por fontes de luz artificial.
As lagartas de Eumorpha obliquus são especialistas em plantas da família Vitaceae. Elas se alimentam de folhas de videiras selvagens e outras trepadeiras do gênero Vitis.

### Ciclo de vida
Nos trópicos, a espécie tem múltiplas gerações ao longo do ano. As fêmeas depositam seus ovos esféricos e verdes de forma isolada nas folhas das plantas hospedeiras. O desenvolvimento larval e pupal ocorre ao longo de vários meses, dependendo das condições ambientais.